# نهائي الدرع الخيرية 1960
نهائي الدرع الخيرية 1960 هي النسخة 38 من الدرع الخيرية.
لعبت المباراة بتاريخ 13 أغسطس 1960 على تورف مور، بين بيرنلي الفائز بدوري كرة القدم الإنجليزي 1959–60، وبين وولفرهامبتون واندررز الفائز بكأس الاتحاد الإنجليزي 1959–60. تم تقاسم لقب البطولة للمرة الثالثة في تاريخها بعد تعادل الفريقين 2–2.

## المباراة
| وولفرهامبتون واندررز | 2–2   | بيرنلي        |
| -------------------- | ----- | ------------- |
| ديلي · موري          | [ 1 ] | ميلر · كونيلي |